# Série Américaine
De Série Américaine is een speelmethode om in de spelsoort libre van het carambolebiljart met korte stoten zo veel mogelijk punten te maken door de speelballen dicht langs de rand te spelen en in bepaalde standaardposities te houden. De methode is uitgevonden omstreeks 1870 en bestaat uit 3 verschillende stoten namelijk de drijfstoot, de klotsstoot en de plaatsstoot. Rechtshandige spelers spelen het meestal met de klok mee en linkshandige spelers tegen de klok in. 